# Matthias Pintscher
Matthias Pintscher (Marl, 29 januari 1971) is een Frans – Duits componist en dirigent.
Hij verkreeg zijn muzikale opleiding bij Giselher Klebe aan de Hochschule für Musik Detmold in Detmold en later nog aan de Robert-Schumann-Hochschule Düsseldorf in Düsseldorf. Hij kreeg daar les van Manfred Trojahn. Al eerder had hij gestudeerd bij Hans Werner Henze in Londen, die hij in 1990 ook in Montepulciano tijdens de "Cantiere Internazionale d'Arte" nader leerde kennen. Met verschillende studiebeursen (Förderpreis van de Süddeutsche Rundfunk Stuttgart, Studienstiftung des deutschen Volkes, Stipendium "Rolf-Liebermann-Preis" van de Körber-stichting Hamburg voor operacomposities, "Wilfried-Steinbrenner-Stipendium" van de "Dramatiker Union" Berlijn, D(eutscher)-A(kademischer)-A(uslands)-D(ienst)-Stipendium voor de studie in Londen) kon hij op diverse plaatsen in het buitenland studeren.
Al op vrij jonge leeftijd kreeg hij diverse prijzen voor zijn werken, die werden uitgevoerd door gerenommeerde orkesten en gezelschappen. Hij was huiscomponist van het Cleveland Orchestra dat toen onder leiding stond van Christoph von Dohnányi (2000-2002). Simon Rattle en de Berliner Philharmoniker gaven de première van het voorspel tot Osiris. Pierre Boulez dirigeerde het Chicago Symphony Orchestra bij de eerste complete uitvoering van Osiris in 2008.

## Bron
- (fr) (de) homepage componist
- Titelbeschrijvingen in de bladmuziekcatalogus van de Muziekbibliotheek van de Omroep

- Bibliothèque nationale de France: cb14044752p (data)
- Gemeinsame Normdatei: 132470675
- International Standard Name Identifier: 0000 0001 1444 6116
- Library of Congress Control Number: n94119211
- Nationale Bibliotheek van Letland: 000301361
- MusicBrainz: 3998a0e5-bcf4-41ff-951d-cddafd51cbb9
- Nationale Bibliotheek van Tsjechië: js20040126003
- Nationale Bibliotheek van Israël: 987007432232005171
- Nationale Bibliotheek van Polen: a0000002639330
- Système universitaire de documentation: 084289333
- Virtual International Authority File: 55308597
- WorldCat: E39PBJvCJCQfWtmb8WK9kWDwmd